# Półkopek

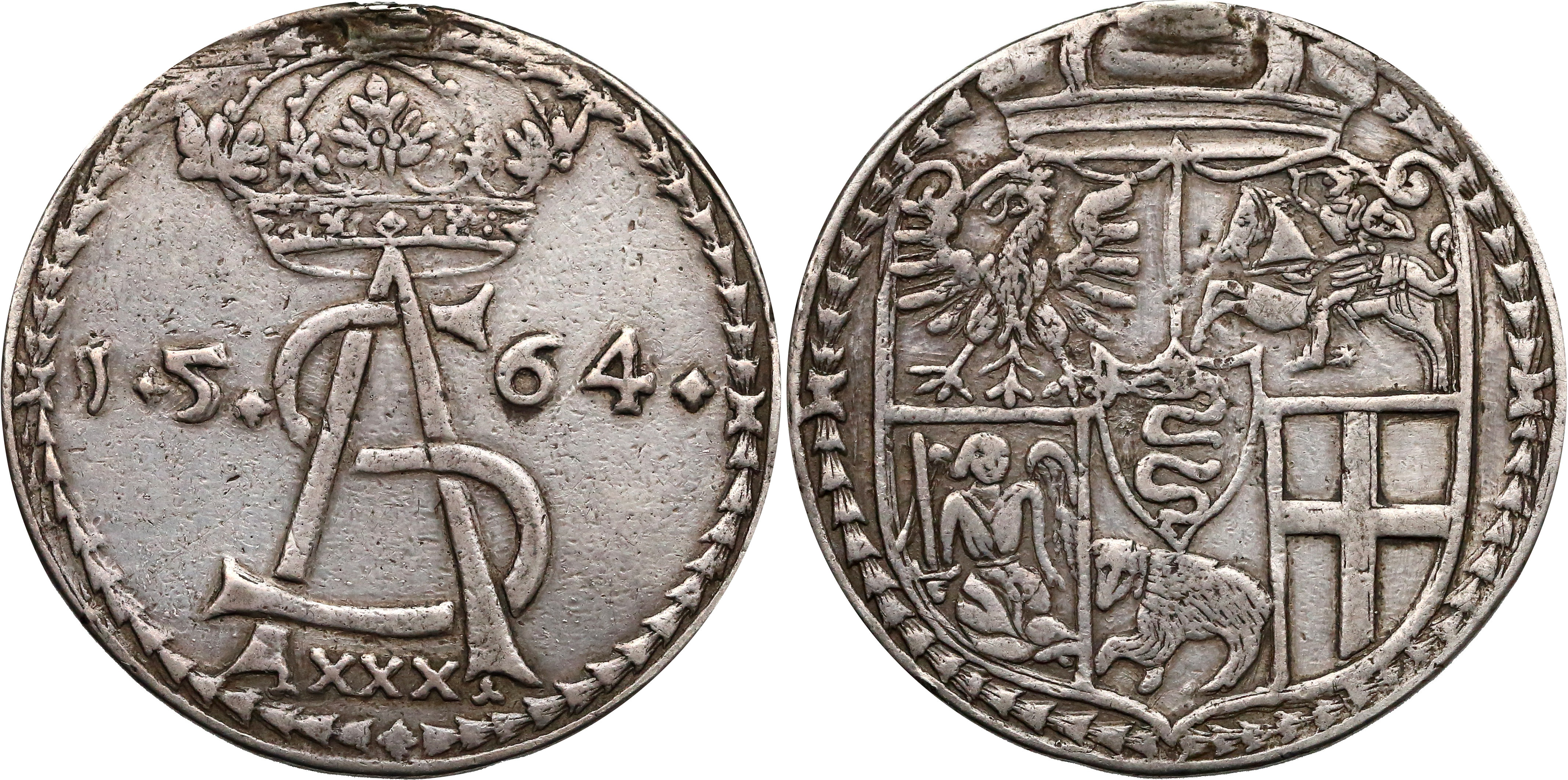
Półkopek litewski 1564

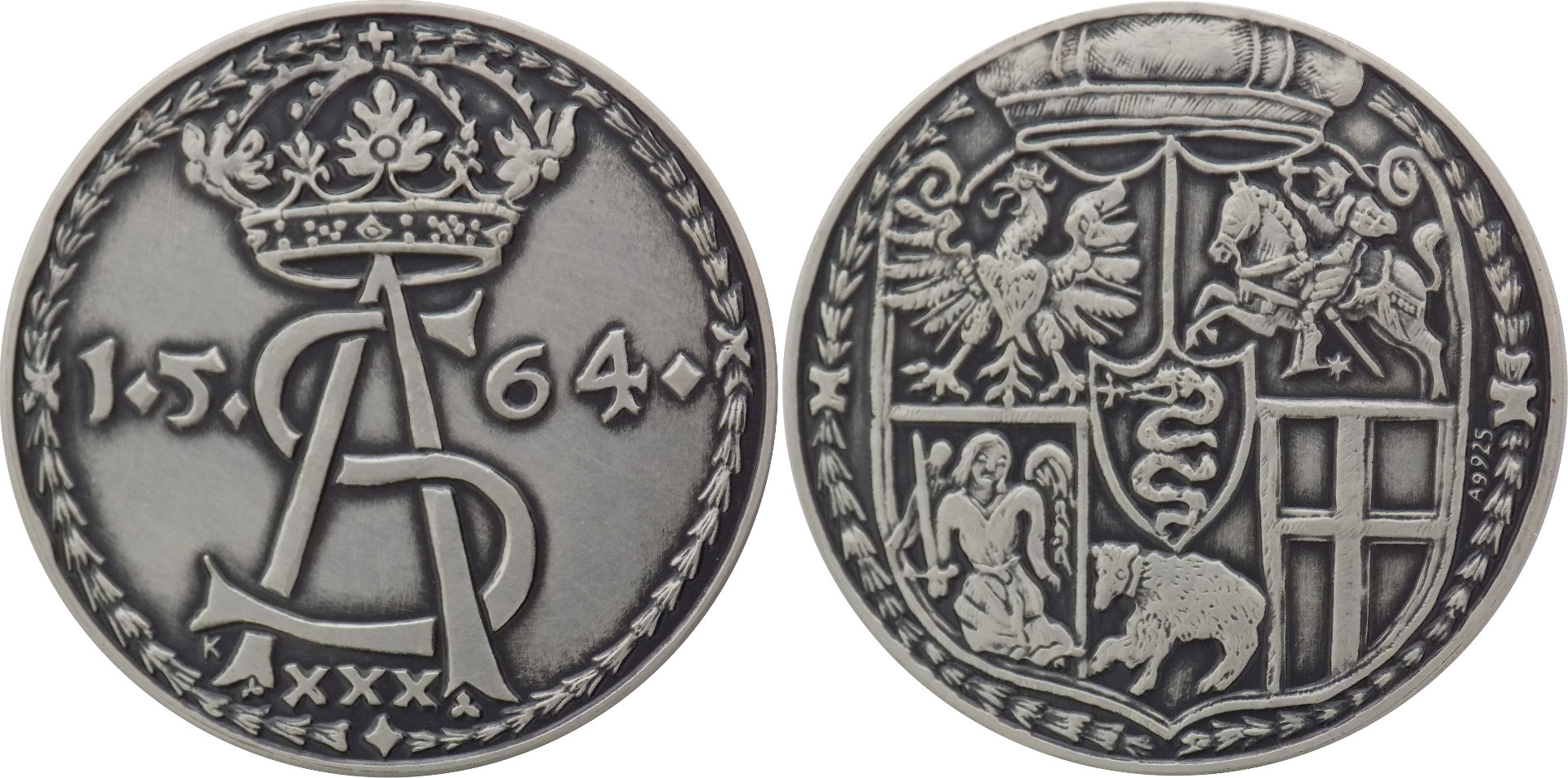
XXI w. replika półkopka 1564

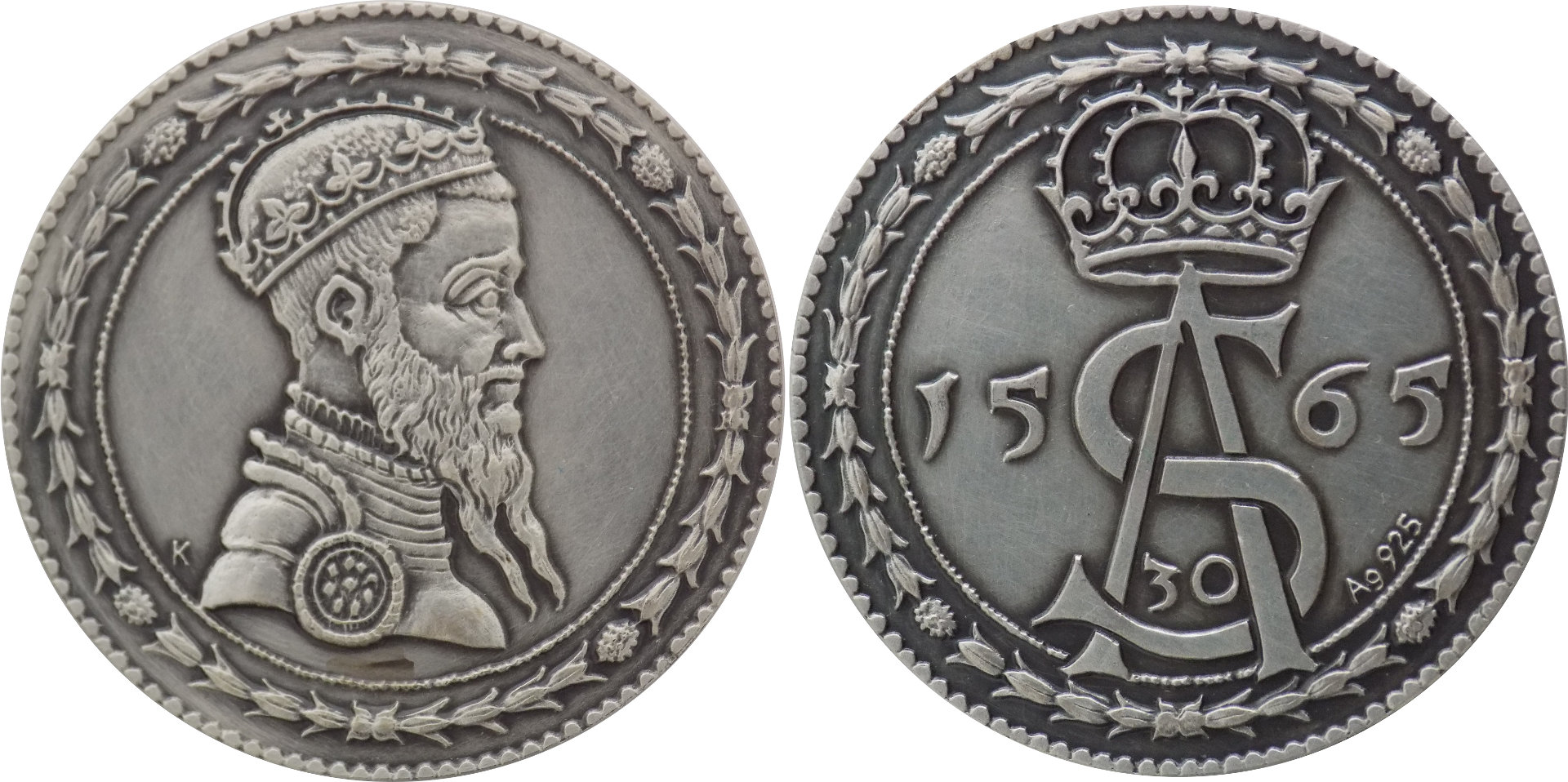
XXI w. replika półkopka 1565

Półkopek – moneta o wartości pół kopy, czyli 30 groszy. Pierwszy raz wybita w srebrze za panowania Zygmunta II Augusta w 1564 r. Istnieją opinie, że była to pierwsza moneta systemu złotowego. 
XXI-wieczni autorzy uważają, że uznanie półkopka za protoplastę polskiego złotego jest twierdzeniem błędnym, a co najmniej pochopnym. Wartość monety wynosiła rzeczywiście 30 groszy, ale litewskich, a nie polskich, co przy relacji: 4 grosze litewskie = 5 groszy polskich oznacza 37½ grosza polskiego, czyli 1 złoty polski i 7½ grosza polskiego.
Niekiedy moneta ta nazywana jest talarem litewskim, ale kurs talara dobrej jakości był podówczas niższy – 33 grosze polskie.